# 화승엔터프라이즈
화승엔터프라이즈(Hwaseung Enterprise)는 대한민국의 신발 제조 기업이다.

## 생산 브랜드
나이키, 아디다스 등의 신발을 위탁 생산하며 베트남과 인도네시아 등에 생산 공장을 보유하고 있다.

## 같이 보기
- 화승인더스트리

## 참고문헌
1. ↑  장원수, “화승엔터프라이즈, 상반기 저점 찍고 올라갈 일만 남았다”,  《뉴스투데이》 2022.09.20
2. ↑  김지영, 화승엔터프라이즈, 재고 부담 지속-메리츠,  《아이뉴스24》 2023.11.15
3. ↑  [03204856_241590.pdf 하이투자증권 분석보고서-화승엔터프라이즈 (241590)]